# Diketon

Structuurformule van butaandion.

Een diketon is een chemische functionele groep, afgeleid van een keton, waarbij niet 1, maar 2 ketongroepen onderdeel uitmaken van een molecule. Het achtervoegsel bij de naamgeving van een diketon is -dion. Butaandion is het eenvoudigste voorbeeld van een diketon, dimedon is een voorbeeld van een cyclische diketon.

## Reacties
1,3-diketonen, zoals acetylaceton, zijn zeer geschikt om enolen en enolaten te vormen: